# Municipio de Tiffany
El municipio de Tiffany (en inglés: Tiffany Township) es un municipio ubicado en el condado de Eddy en el estado estadounidense de Dakota del Norte. En el año 2010 tenía una población de 31 habitantes y una densidad poblacional de 0,33 personas por km².

## Geografía
El municipio de Tiffany se encuentra ubicado en las coordenadas 47°42′55″N 98°50′53″O / 47.71528, -98.84806. Según la Oficina del Censo de los Estados Unidos, el municipio tiene una superficie total de 93.56 km², de la cual 93,08 km² corresponden a tierra firme y (0,51 %) 0,48 km² es agua.

## Demografía
Según el censo de 2010, había 31 personas residiendo en el municipio de Tiffany. La densidad de población era de 0,33 hab./km². De los 31 habitantes, el municipio de Tiffany estaba compuesto por el 100 % blancos. Del total de la población el 0 % eran hispanos o latinos de cualquier raza.